# Słoneczny zegar
Słoneczny zegar – polski film obyczajowy z 1997 w reżyserii i według scenariusza Andrzeja Kondratiuka. Kondratiuk zagrał w nim także główną rolę.
Film stanowi trzecią i ostatnią część autorskich dzieł Andrzeja Kondratiuka opowiadających o nim, o jego rodzinie i jego filmowej pasji. Wcześniej powstały: Cztery pory roku (1984) i Wrzeciono czasu (1995).

## Obsada
- Andrzej Kondratiuk – Andrzej
- Iga Cembrzyńska – Marynia
- Katarzyna Figura – Matylda
- Roman Mielczarek – Roman
- Marek Grzebiela – Marek-Anioł
- Jan Gąsior – Janek-Diabeł
- Celina Nalepa – narzeczona Romana
- Iwona Wietrzyńska – bliźniaczka Asia
- Katarzyna Wietrzyńska – bliźniaczka Kasia
- Małgorzata Morawska – Gosia, fryzjerka
- Piotr Małkiewicz – Andrzej w dzieciństwie
- Wanda Gąsior – matka Andrzeja

oraz dziewczyny z Agencji Aktorskiej "Gudejko" i inni

## Obsadadubbingu
- Zbigniew Buczkowski
- Artur Barciś
- Antonina Girycz
- Marta Klubowicz
- Zbigniew Zamachowski

## Fabuła
Główny bohater zbzikowany na punkcie sztuki filmowej, dobiegający 60-tki reżyser Andrzej próbuje zrealizować swój kolejny film. Jednym z głównych tematów Słonecznego zegara są wzajemne relacje Kondratiuka i jego żony, znanej aktorki Igi Cembrzyńskiej. Łączy ich nie tylko małżeństwo, ale i wspólna miłość do sztuki. Małżonkowie realizują opowieść o własnym życiu, przemyśleniach i fantazjach. Praca nad filmem stanowi naiwną próbę szukania sensu życia. Kondratiuk wraca także wspomnieniami do lat dzieciństwa spędzonych na Syberii; mierzy się ze swoimi słabościami i namiętnościami. W końcowej scenie małżonkowie są już starzy (jest 20 lipca 2016 – 80. urodziny Kondratiuka), ale wciąż kręcą ten sam film – film ich życia...